# 後藤田しゅんすけ
後藤田 しゅんすけ（ごとうだ しゅんすけ、2001年1月16日 - ）は、日本の俳優。東京都出身。フロム・ファーストプロダクショングループの株式会社1カラット所属。

## 出演

### テレビドラマ
- 「逆転人生」~全国から注目 離島の高校 廃校の危機から革命が起きた~（2019年、NHK）
- 大河ドラマ（NHK）
  - いだてん〜東京オリムピック噺〜（2019年） - 二・二六事件の青年将校 役
  - 青天を衝け（2021年） - 保科俊太郎 役
- 「特捜9 season2」第5話（2019年、テレビ朝日）- 内藤星矢 役
- 「さくらの親子丼 第3シリーズ」（2020年10月17日 - 12月19日、東海テレビ） - 室井拓真 役
- 「ザ・ハイスクール ヒーローズ」第1話・第3話（2021年7月31日・8月14日、テレビ朝日） - 佐々木武 役
- 「シガテラ」第3話（2023年4月22日、テレビ東京） - 山本 役
- 「CODE-願いの代償-」第1話（2023年7月2日、読売テレビ・日本テレビ） - 学生 役

### 舞台
- 「腐テキ★REVOLUTION3」（2019年6月、エアースタジオ）
- 「死刑島 2020」（2019年10月、エアースタジオ）
- 「オサエロ」（2020年8月、エアースタジオ）

### CM
- 三菱地所グループラグビーW杯60秒特別CM(声の出演)（2019年）
- 日本マクドナルド「ベーコンポテトパイセン篇」（2019年）
- モンスターストライク「モンスト×ヒロアカ コラボ」（2020年）